# Opius tergitalis
Opius tergitalis är en stekelart som beskrevs av Fischer 1966. Opius tergitalis ingår i släktet Opius och familjen bracksteklar. Inga underarter finns listade i Catalogue of Life.